# فرانکلین ایدین سیموندز
فرانکلین اِیدین سیموندز (انگلیسی: Franklin Adin Simmonds؛ ‏ ۳۱ اکتبر ۱۹۱۰ – ۱۴ ژوئیهٔ ۱۹۸۳) جراح بریتانیایی متخصص ارتوپدی بود که آزمون سیموندز را برای تشخیص پارگی تاندون آشیل ابداع کرد. و همچنین با جراح پیشگام جان چارنلی روی جراحی تعویض مفصل ران/لگن کار کرد و در این زمینه متخصص شد. او در جریان جنگ جهانی دوم در سپاه پزشکی ارتش سلطنتی بریتانیا خدمت کرد.